# Thalamoporella lanceolata
Thalamoporella lanceolata is een mosdiertjessoort uit de familie van de Thalamoporellidae. De wetenschappelijke naam van de soort is voor het eerst geldig gepubliceerd in 1999 door Soule, Soule & Chaney.